# Angelina Armani
Angelina Armani, född 18 november 1987 i Brooklyn i New York, är en amerikansk porrskådespelare och modell.

## Filmografi
- ChromeSkull: Laid to Rest 2 (2011) ... Holland
- Bloodstruck (2011) ... Laurie Ann

## Utmärkelser
- 2009 Nightmoves Best New Starlet[1]
- 2010 AVN Award nominee – Best New Starlet[2]
- 2010 XBIZ Award nominee – New Starlet of the Year[3]
- 2010 XRCO Award nominee – New Starlet[4]